# Alfredo V. Bonfil (Reynosa)
Alfredo V. Bonfil, también conocida como Periquitos, es una localidad mexicana situada en el estado de Tamaulipas, dentro del municipio de Reynosa.

## Geografía
La localidad de Alfredo V. Bonfil se ubica en el sureste del municipio de Reynosa, en el norte de Tamaulipas. Dista 58.8 km de la cabecera municipal, Reynosa.
Se encuentra a una altura media de 66 m s. n. m. y abarca un área de 1.10 km².

## Demografía
De acuerdo con el censo realizado en 2020 por el Instituto Nacional de Estadística y Geografía (INEGI), en Alfredo V. Bonfil había un total de 1606 habitantes de los que 825 eran hombres y 781 eran mujeres.
En el censo de 2020 se registraron 693 viviendas, de las que 504 estaban habitadas.
El grado promedio de escolaridad en 2020 era de 7.05 años.

### Evolución demográfica
Durante el período 2010-2020 la localidad tuvo una disminución de la población del -3.9 % anual, con respecto al censo de 2010.
| Gráfica de evolución demográfica de Alfredo V. Bonfil entre 1980 y 2020 |
|                                                                         |
| Fuente: Instituto Nacional de Estadística y Geografía.                  |